# اسکات بردلی
اسکات بردلی (انگلیسی: Scott Bradley؛ ۲۶ نوامبر ۱۸۹۱ – ۲۷ آوریل ۱۹۷۷) یک آهنگساز، پیانیست و رهبر ارکستر اهل ایالات متحده آمریکا بود. عمده شهرت او برای آهنگسازی انیمیشن‌های مترو گلدوین مایر بود، که مشهورترین آن‌ها تام و جری بود، وی بین سال‌های ۱۹۳۰ تا زمانی که مترو گلدوین مایر دپارتمان کارتون خود را در ۱۹۵۷ بست فعالیت می‌کرد که پس از آن بازنشسته شد.